# Куєнь
Куєнь, Куєні (рум. Cueni) — село у повіті Вилча в Румунії. Входить до складу комуни Роєшть.
Село розташоване на відстані 167 км на захід від Бухареста, 32 км на південний захід від Римніку-Вилчі, 66 км на північ від Крайови, 146 км на південний захід від Брашова.

## Населення
За даними перепису населення 2002 року у селі проживали 638 осіб, усі — румуни. Усі жителі села рідною мовою назвали румунську.